# Thomas Pinckney
Thomas Pinckney, född 23 oktober 1750 i Charleston i South Carolina, död 2 november 1828 i Charleston i South Carolina, var en amerikansk diplomat, militär och politiker (federalist). Han var South Carolinas guvernör 1787–1789 och ledamot av USA:s representanthus 1797–1801. Han kom på tredje plats i presidentvalet i USA 1796. Egentligen var han John Adams huvudsakliga vicepresidentkandidat men enligt den tidens vallag valdes tvåan i presidentvalet till vicepresident. Adams politiska motståndare och demokrat-republikanernas egentliga presidentkandidat Thomas Jefferson kom på andra plats i presidentvalet och valdes därmed till vicepresident.
Pinckney studerade vid Oxford och fortsatte sedan studierna i ett år vid en militärhögskola i Caen i Frankrike. Därefter studerade han juridik i London och inledde 1774 sin karriär som advokat i South Carolina. Han deltog i amerikanska inbördeskriget som officer i kontinentala armén.
Pinckney efterträdde 1787 William Moultrie som South Carolinas guvernör och efterträddes 1789 av Charles Pinckney. Han var chef för USA:s diplomatiska beskickning i Storbritannien 1792–1796 och i 1796 års presidentval fick han 59 elektorsröster. Pinckney var egentligen avsedd som vicepresidentkandidat men på grund av vallagen gällde det för partierna att ställa upp två presidentkandidater utan specifikation med tanke på vilken post de kandiderade för. År 1797 fyllnadsvaldes Pinckney till representanthuset där han satt kvar fram till år 1801.
Pinckney tjänstgjorde som generalmajor i 1812 års krig. Han avled 1828 och gravsattes i Charleston.